# سیارک ۱۱۲۱۶
سیارک ۱۱۲۱۶ (به انگلیسی: 11216 Billhubbard، نامگذاری:1999JG1)۱۱۲۱۶مین سیارک کشف شده‌است که در ۰۸ مه ۱۹۹۹ کشف شد.